# Indotrichius sikkimensis
Indotrichius sikkimensis är en skalbaggsart som beskrevs av Krajcik 2008. Indotrichius sikkimensis ingår i släktet Indotrichius och familjen Cetoniidae. Inga underarter finns listade i Catalogue of Life.